# Маслаченко, Юлия Валерьевна
Ю́лия Вале́рьевна Маслаче́нко (род. 10 октября 1989, Москва) — российская журналистка и телеведущая, внучка футболиста и комментатора Владимира Маслаченко.

## Биография

### Детство
Юлия Маслаченко родилась 10 октября 1989 года в Москве. Отец Валерий Маслаченко был ранее тренером по теннису, также тренером по теннису является её родная младшая сестра Алиса. Дед — футбольный вратарь, спортивный журналист и комменатор Владимир Никитович Маслаченко (5 марта 1936 — 28 ноября 2010).
С детства благодаря деду занималась спортом, играла в настольный теннис и каталась на лыжах. В это же время начала смотреть спорт вместе с дедом.
Мы могли с ним нарушить режим. Мне же в десять вечера нужно было засыпать, потому что наутро в школу. Бабушка тоже могла лечь спать рано. Но дедушка по-тихому ко мне подходил и мы шли смотреть, например, теннис по телевизору. Но потом в комнату входила бабушка и устраивала скандал

### Образование и карьера
В 2006 году поступила в МГУ на факультет журналистики, через год начала работу на канале «НТВ-Плюс», где работала корреспондентом, редактором и ведущей. 
С осени 2015 года работает на Матч ТВ, где начинала работу в качестве ведущей новостей, но вскоре стала ведущей спортивно-обозревательной программы «Все на Матч!». Помимо этого она была ведущей различных мероприятий, в том числе и большого ледового шоу.

### Семья и увлечения
Замужем. Трое детей: дочь Маруся (род. 2014), сын Владимир (род. 2016) и ещё одна дочь (род. 2022), имя которой Юлия публично не озвучивала.
Увлекается экстремальными видами спорта, горными лыжами и велосипедным спортом, играет в нарды, помимо этого любит театр, читать книги и смотреть фильмы.
Является болельщицей московского «Спартака».
Автор книги о своём деде «Владимир Маслаченко. Спорт — это искусство, спорт — это жизнь».